# Sienna Day
Sienna Day (Darlington, Inglaterra; 7 de mayo de 1991) es una actriz pornográfica y modelo erótica británica.

## Biografía
Sienna nació en mayo de 1991 en la ciudad de Darlington, situada en el condado de Durham, al nordeste de Inglaterra. Antes de entrar en la industria pornográfica, Sienna trabajaba como camarera y ayudante de cocina en un restaurante. Fue a la universidad, donde inició sus estudios de Teología, que interrumpió en septiembre de 2013 para debutar como actriz pornográfica, a los 23 años de edad.
Como actriz ha trabajado para productoras como Pure Play Media, Digital Playground, Mile High, Naughty America, Video Marc Dorcel, Cumloader, 21Sextury, Hustler Video, Pervision, Wicked, Brazzers, Evil Angel, Private o Reality Kings, entre otras.
Durante dos años consecutivos, en 2016 y 2017, estuvo nominada en los Premios AVN en la categoría de Artista femenina extranjera del año. En 2018 logró su primera nominación en los Premios XBIZ en la categoría de Mejor escena de sexo en película protagonista por la película Bulldogs, junto a Luke Hardy y Marc Rose.
Ha trabajado en más de 350 películas.
Algunos de sus trabajos son A Country Retreat, Bikini Bang Bang, Cheating Babes, Gold Digging Strippers, Inner Piece, Invitation, London Knights, Pleasure Business, Real Slut Party 21, Sherlock XXX o XXX Euro Trip 3.

## Premios y nominaciones
| Año  | Ceremonia           | Resultado | Premio                                        | Trabajo  |
| ---- | ------------------- | --------- | --------------------------------------------- | -------- |
| 2016 | Premios AVN         | Nominada  | Artista femenina extranjera del año           | —        |
| 2017 | Premios AVN         | Nominada  | Artista femenina extranjera del año           | —        |
| 2018 | Premios XBIZ        | Nominada  | Mejor escena de sexo en película protagonista | Bulldogs |
| 2018 | Premios XBIZ Europa | Nominada  | Mejor escena de sexo en película gonzo        | The Game |